# Live At The Isle Of Wight 1970 (álbum de Leonard Cohen)
Live at the Isle of Wight 1970 es el quinto álbum en directo del músico canadiense Leonard Cohen, publicado por la compañía discográfica Columbia Records en octubre de 2009. Cohen tocó en el tercer festival de la Isla de Wight el 31 de agosto de 1970, frente a un público de 600 000 personas, después del set de Jimi Hendrix y con la presencia de músicos como Joan Baez, Kris Kristofferson y Judy Collins.
El director Murray Lerner, cuyo largometraje del festival no vio la luz hasta 1995, estuvo disponible para filmar la aparición de Cohen. Además, el productor Teo Macero, asociado a Columbia, supervisó el audio del concierto. 

## Lista de canciones
1. Introduction - 3:05
2. Bird On The Wire - 4:15
3. Intro to So Long, Marianne - 0:15
4. So Long, Marianne - 7:07
5. Intro/Let's Renew Ourselves 0:51
6. You Know Who I Am - 3:58
7. Intro To Poems - 0:29
8. Lady Midnight - 3:37
9. They Locked Up A Man (Poem)/A Person Who Eats Meat/Intro - 1:59
10. One Of Us Cannot Be Wrong - 4:54
11. The Stranger Song - 6:47
12. Tonight Will Be Fine - 6:39
13. Hey, That's No Way To Say Goodbye - 3:34
14. Diamonds In The Mine - 5:22
15. Suzane - 4:26
16. Sing Another Song, Boys - 6:31
17. The Partisan - 5:13
18. Famous Blue Raincoat - 6:15
19. Seems So Long Ago, Nancy - 4:18

## Posición en listas
| País              | Lista               | Posición |
| ----------------- | ------------------- | -------- |
| Bélgica (Flandes) | Ultratop 200 Albums | 71       |
| Francia           | SNEP Albums Chart   | 161      |
| Países Bajos      | Mega Albums Top 100 | 56       |